# Chế độ tiền tệ
Chế độ tiền tệ hình thức tổ chức lưu thông tiền tệ của một quốc gia được xác định bằng luật pháp dựa trên một căn bản nhất định gọi là chế độ bản vị tiền tệ.
Bản vị tiền tệ là tiêu chuẩn chung mà mỗi nước chọn làm cơ sở cho đơn vị tiền tệ của mình.